# 岳飛傳 (電視劇)
《岳飛傳》是香港亞洲電視製作的歷史劇集，於1994年7月18日首播，共20集，蕭笙監製。

## 演員表
- 徐少強　飾　岳飛
- 李道洪　飾　秦檜
- 潘志文　飾　韓世忠
- 魏秋樺　飾　梁紅玉
- 黄允材　飾　宋高宗
- 甄志強　飾　陸文龍
- 陳佩珊　飾　韓秀君
- 蔡濟文　飾　岳雲
- 尹天照　飾　牛　通
- 唐麗球　飾　完顏彩雁
- 韓義生　飾　牛臯
- 張錚　飾　趙鼎
- 甘山　飾　万俟卨
- 曾守明　飾　羅汝楫
- 郭鋒　飾　完顏兀朮
- 陳靖允　飾　王　氏
- 駱達華　飾　秦熺
- 關偉倫　飾　王佐
- 鄭恕峰　飾　張憲
- 司馬華龍　飾　張公公
- 江圖　飾　哈迷蚩
- 凌腓力　飾　劉豫
- 蕭鍵鏗　飾　宋欽宗
- 蕭笙　飾　宋徽宗
- 羅烈　飾　完顏阿骨打
- 劉國誠　飾 完顏粘罕
- 何偉明　飾 二王子
- 黃榮勳　飾 三王子
- 李宇文　飾 五王子
- 張炳璨　飾 罕副將
- 司馬華龍　飾 張公公
- 梁錦燊　飾 戶部尚書
- 馮國　飾 劉軍師
- 鄒偉倫　飾 鑄劍師
- 楊家樂 飾 天鏡
- 顏晉麟 飾 阿祿
- 黃偉傑　飾 阿財
- 陳家偉 飾 阿標
- 嘉俊 飾 阿權
- 陳麗雲　飾 李大娘
- 石中玉 飾 泉伯